# Miss Universo 2015
Miss Universo 2015 è stata la sessantaquattresima edizione del concorso di bellezza Miss Universo. Alla gara, tenutasi il 20 dicembre 2015 presso l'AXIS di Las Vegas, in Nevada (Stati Uniti d'America), hanno partecipato 80 ragazze rappresentanti di altrettanti Paesi e territori.
La colombiana Paulina Vega, detentrice del titolo uscente, ha incoronato la nuova Miss Universo Pia Wurtzbach, delle Filippine, al termine dell'evento.

## Risultati
| Risultato finale   | Concorrente |
| ------------------ | --- |
| Miss Universo 2015 | - Filippine – Pia Wurtzbach |
| 2ª classificata    | - Colombia – Ariadna Gutiérrez |
| 3ª classificata    | - Stati Uniti – Olivia Jordan |
| Top 5              | - Francia – Flora Coquerel - Australia – Monika Radulovic |
| Top 10             | - Curaçao – Kanisha Sluis - Giappone – Ariana Miyamoto - Rep. Dominicana – Clarissa Molina - Thailandia – Aniporn Chalermburanawong - Venezuela – Mariana Jimenez |
| Top 15             | - Belgio – Annelies Törös - Brasile – Marthina Brandt - Indonesia – Anindya Kusuma - Messico – Wendolly Esparza - Sudafrica – Refilwe Mthimunye                   |

### Premi speciali
| Premio                | Concorrente                              |
| --------------------- | ---------------------------------------- |
| Best National Costume | - Thailandia – Aniporn Chalermburanawong |

## Concorrenti
| Paese/Territorio          | Concorrente                       | Età | Città                      |
| ------------------------- | --------------------------------- | --- | -------------------------- |
| Albania                   | Megi Luka                         | 19  | Kruja                      |
| Angola                    | Witney Houston de Abreu Shikongo  | 20  | Lubango                    |
| Argentina                 | Claudia Barrionuevo               | 24  | Provincia di Salta         |
| Aruba                     | Alyenne Alysha Edith Boekhoudt    | 20  | Oranjestad                 |
| Australia                 | Monika Radulovic                  | 24  | Sydney                     |
| Austria                   | Amina Dagi                        | 20  | Bregenz                    |
| Bahamas                   | Toria Nichole Penn                | 27  | Paradise Island            |
| Belgio                    | Annelies Törös                    | 20  | Anversa                    |
| Birmania                  | May Barani Thaw                   | 24  | Yangon                     |
| Bolivia                   | Romina Rocamonje                  | 23  | Dipartimento di Beni       |
| Brasile                   | Marthina Brandt                   | 23  | Vale Real                  |
| Bulgaria                  | Radostina Todorova                | 20  | Vraca                      |
| Canada                    | Paola Núñez Valdez                | 20  | Toronto                    |
| Cile                      | María Belén Jerez Spuler          | 26  | Viña del Mar               |
| Cina                      | Yunfang Jessica Xue               | 21  | Shenzhen                   |
| Colombia                  | Ariadna Gutiérrez                 | 21  | Sincelejo                  |
| Corea del Sud             | Kim Seo-yeon                      | 23  | Seul                       |
| Costa Rica                | Brenda Castro                     | 23  | Limón                      |
| Croazia                   | Mirta Laura Kuštan                | 26  | Spalato                    |
| Curaçao                   | Kanisha Sluis Ricardo             | 18  | Willemstad                 |
| Danimarca                 | Cecilie Wellemberg                | 20  | Copenaghen                 |
| Ecuador                   | Francesca Keyco Cipriani          | 22  | Guayaquil                  |
| El Salvador               | Idubina Rivas                     | 22  | San Salvador               |
| Filippine                 | Pia Alonzo Wurtzbach              | 25  | Cagayan de Oro             |
| Finlandia                 | Rosa-Maria Ryyti                  | 21  | Oulu                       |
| Francia                   | Flora Coquerel                    | 21  | Morancez                   |
| Gabon                     | Ornella Obone                     | 19  | Woleu-Ntem                 |
| Georgia                   | Janet Kerdikoshvili               | 24  | Tbilisi                    |
| Germania                  | Sarah-Lorraine Riekerse           | 22  | Berlino                    |
| Ghana                     | Hilda Akua Frimpong               | 26  | Accra                      |
| Giamaica                  | Sharlene Rädlein                  | 25  | Kingston                   |
| Giappone                  | Ariana Miyamoto                   | 20  | Nagasaki                   |
| Gran Bretagna             | Narissara Nena France             | 24  | Londra                     |
| Grecia                    | Mikaela Fotiadi                   | 26  | Atene                      |
| Guatemala                 | Fabiola Jeimmy Tahíz Aburto       | 21  | Città del Guatemala        |
| Guyana                    | Shauna Ramdehan                   | 25  | Georgetown                 |
| Haiti                     | Lisa Drouillard                   | 23  | Port-au-Prince             |
| Honduras                  | Iroshka Elvir                     | 22  | Choluteca                  |
| India                     | Urvashi Rautela                   | 21  | Nainital                   |
| Indonesia                 | Anindya Kusuma Putri              | 23  | Semarang                   |
| Irlanda                   | Joanna Cooper                     | 23  | Derry                      |
| Isole Cayman              | Tonie Maria Chisholm DaCosta      | 26  | North Side                 |
| Isole Vergini Britanniche | Adorya Rocio Baly                 | 21  | Tortola                    |
| Israele                   | Avigail Alfatov                   | 18  | Acri                       |
| Italia                    | Giada Pezzaioli                   | 23  | Montichiari                |
| Kazakistan                | Regina Valter                     | 20  | Almaty                     |
| Kosovo                    | Mirjeta Shala                     | 21  | Vučitrn                    |
| Libano                    | Cynthia Samuel                    | 20  | Beirut                     |
| Malaysia                  | Vanessa Tevi Kumares              | 23  | Negeri Sembilan            |
| Mauritius                 | Sheetal Khadun                    | 24  | Port Louis                 |
| Messico                   | Wendolly Esparza                  | 24  | Aguascalientes             |
| Montenegro                | Maja Cukic                        | 20  | Podgorica                  |
| Nicaragua                 | Daniela Torres                    | 25  | Managua                    |
| Nigeria                   | Debbie Collins                    | 23  | Imo                        |
| Norvegia                  | Martine Rødseth Hjørungdal        | 24  | Oslo                       |
| Nuova Zelanda             | Samantha McClung                  | 25  | Christchurch               |
| Paesi Bassi               | Jessie Jazz Vuijk                 | 20  | Amsterdam                  |
| Panama                    | Gladys del Carmen Brando          | 24  | La Villa de los Santos     |
| Paraguay                  | Myriam Carolina Arévalos Villalba | 25  | Asunción                   |
| Perù                      | Laura Spoya                       | 23  | Lima                       |
| Polonia                   | Weronika Szmajdzinska             | 21  | Stettino                   |
| Porto Rico                | Catalina Morales Gómez            | 24  | Guaynabo                   |
| Portogallo                | Emília Araújo                     | 24  | Angra do Heroísmo          |
| Rep. Ceca                 | Nikol Švantnerová                 | 22  | České Budějovice           |
| Rep. Dominicana           | Clarissa Molina                   | 24  | Moca                       |
| Russia                    | Vladislava Evtushenko             | 18  | Transbaikal                |
| Serbia                    | Daša Radosavljevic                | 19  | Kragujevac                 |
| Singapore                 | Lisa Marie White                  | 22  | Singapore                  |
| Slovacchia                | Denisa Vyšnovská                  | 20  | Prievidza                  |
| Slovenia                  | Ana Haložan                       | 18  | Slovenske Konjice          |
| Spagna                    | Carla García Barber               | 25  | Las Palmas de Gran Canaria |
| Stati Uniti               | Olivia Jordan Thomas              | 27  | Tulsa                      |
| Sudafrica                 | Refilwe Mthimunye                 | 22  | Bronkhorstspruit           |
| Svezia                    | Paulina Brodd                     | 20  | Stoccolma                  |
| Tanzania                  | Lorraine Marriot                  | 20  | Dar es Salaam              |
| Thailandia                | Aniporn Chalermburanawong         | 21  | Lampang                    |
| Turchia                   | Asli Melisa Uzun                  | 19  | Ankara                     |
| Ucraina                   | Anna Vergelskaya                  | 26  | Kiev                       |
| Ungheria                  | Nikoletta Nagy                    | 19  | Budapest                   |
| Uruguay                   | Bianca Sánchez Picos              | 20  | Montevideo                 |
| Venezuela                 | Mariana Jimenez                   | 21  | La Guaira                  |
| Vietnam                   | Phạm Thị Hương                    | 24  | Haiphong                   |

### Ritorni
- Danimarca
- Isole Cayman
- Montenegro
- Vietnam

### Ritiri
- Egitto
- Etiopia
- Guam
- Kazakistan
- Kenya
- Lituania
- Saint Lucia
- Slovenia
- Sri Lanka
- Svizzera
- Trinidad e Tobago
- Turks e Caicos